# Coupe Mitropa 1966-1967
Navigation
Édition précédente Édition suivante
La Coupe Mitropa 1966-1967 est la vingt-sixième édition de la Coupe Mitropa. Elle est disputée par seize clubs provenant de cinq pays européens.
La compétition est remportée par le Spartak Trnava, qui bat en finale l'Újpesti Dózsa, sur le score de cinq buts à quatre.

## Compétition
Toutes les rencontres se jouent dans un format aller-retour.

### Huitièmes de finale
Les matchs ont lieu du 9 novembre 1966 au 8 décembre 1966.
| Équipe 1           | Résultat | Équipe 2                    | Aller | Retour |
| ------------------ | -------- | --------------------------- | ----- | ------ |
| SS Lazio           | 4-2      | FK Étoile rouge de Belgrade | 3-0   | 1-2    |
| US Cagliari        | 3-4      | FK Sarajevo                 | 2-1   | 1-3    |
| Budapest Honvéd    | 1-5      | Spartak Trnava              | 1-1   | 0-4    |
| First Vienna FC    | 5-6      | AC Fiorentina               | 4-3   | 1-3    |
| SK Slavia Prague   | 1-4      | FK Austria Vienne           | 1-2   | 0-2    |
| Dinamo Zagreb      | 1-0      | AC Milan                    | 1-0   | 0-0    |
| Újpesti Dózsa      | 6-2      | Slovan Bratislava           | 5-1   | 1-1    |
| Tatabányai Bányász | 3-1      | FC Wacker Innsbruck         | 1-0   | 2-1    |

### Quarts de finale
Les matchs ont lieu du 15 mars 1967 au 30 mars 1967.
| Équipe 1           | Résultat | Équipe 2          | Aller | Retour |
| ------------------ | -------- | ----------------- | ----- | ------ |
| Dinamo Zagreb      | 3-4      | FK Austria Vienne | 3-3   | 0-1    |
| Tatabányai Bányász | 1-2      | AC Fiorentina     | 1-1   | 0-1    |
| SS Lazio           | 1-2      | Spartak Trnava    | 1-1   | 0-1    |
| FK Sarajevo        | 3-7      | Újpesti Dózsa     | 1-2   | 1-5    |

### Demi-finales
Les matchs ont lieu du 27 avril 1967 au 10 mai 1967.
| Équipe 1       | Résultat | Équipe 2          | Aller | Retour |
| -------------- | -------- | ----------------- | ----- | ------ |
| Spartak Trnava | 3-2      | AC Fiorentina     | 2-0   | 1-2    |
| Újpesti Dózsa  | 5-1      | FK Austria Vienne | 3-0   | 2-1    |

### Finale
| Équipe 1      | Résultat | Équipe 2       | Aller | Retour |
| ------------- | -------- | -------------- | ----- | ------ |
| Újpesti Dózsa | 4-5      | Spartak Trnava | 3-2   | 1-3    |